# Verbena montevidensis
Verbena montevidensis är en verbenaväxtart som beskrevs av Spreng.. Verbena montevidensis ingår i släktet verbenor, och familjen verbenaväxter. Inga underarter finns listade i Catalogue of Life.